# 何金德
何金德（纽约人，来自广州），中国知名导演，新闻传媒人，广州广播电视台制片人总导演，杂志《时代中国》总编辑 （页面存档备份，存于），广东省文化学会副会长 。
【时任】香港亚洲联合卫视台长，曾担任广州亚运会开闭幕式执行导演，深圳世界大学生运动会开幕式序幕总导演，香港国庆慈善晚会“伤健共融飞翔梦”总导演，第二、三届纽约国际武术锦标赛开幕式总导演。
【现任】广东省文化学会副会长，广东省文化学会媒体总监，广东省文化学会特聘专家，广东省文化学会何媒工作室负责人，美国武术家协会总导演及媒体总监，少林寺海外总会媒体总监，广东省文化学会庐江书院文化研究专委会主任。是广东省电影家协会会员，广州市电影家协会会员，广东省音乐家协会会员，何媒矩阵创办人（独立运营中国大陆10万家媒体，包括央媒官媒及自媒体）。

## 简历
广州广播电视台 制片人总导演
亚洲联合卫视 台长
美国武术家协会大会总导演及媒体总监
少林寺海外总会 媒体总监
何媒矩阵 创办人 何媒通讯社 社长
第 16 届广州亚运会开闭幕式 执行导演
第 26 届深圳世界大运会开幕式 序幕总导演
电影纪录片《走过十年》导演（香港、大陆）
第二、三届纽约国际武术锦标赛开幕式 总导演
2017 诗韵中华走进旧金山 现场导演
2015 香港国庆晚会 总导演（红磡体育馆）
《中国好声音》第一二季佛山专场 总导演
《中国好声音》第一二季世界巡演福州站 导演
《走遍中国》杂志 编委及副主编
文化生活报《时代中国》杂志 创办人执行主编
中国（广州）国际纪录片节（2015、2016 评委）
广东省电视艺术家协会 会员
广州市电视艺术家协会 理事
广州市电影家协会 会员
广州市文艺评论家协会 会员
广东省文化学会何媒工作室 主任
广东省文化学会庐江书院文化研究专委会 主任
庐江书院文化研究会（LCCS）总会长
李叔同弘一法师创办百年印社“乐石社”复社人

## 导演作品
1、广州亚运会开闭幕式执行导演、仪式前表演执行总导演(2010)
2、联合国、亚组委合办《亚洲音乐会，一千零一夜》中方总导演(2010)
3、深圳世界大运会开幕式序幕 (总策划总导演 2011)
4、香港《伤健共融 飞翔梦》国庆慈善晚会总导演 (2015 香港)
5、《诗韵中华——走进旧金山》导演 （2017 美国）
6、纽约国际武术锦标赛开幕式总导演（2017、2019、2023 美国）
7、电影《走过十年》纪录片（2018 导演）
8、《我的越秀山故事》融媒征文活动 总策划总导演（2021）
9、广州中山纪念堂建堂九十周年纪念活动 总导演（2021）
10、中国好声音(第一季)世界巡回演出——福州站(电视导演 2013)
11、中国好声音佛山精英专场(总导演 2013)
12、广州亚运火炬传递(中山纪念堂站、大学城站)（直播导演、执行总导演(2010)
13、广州亚运志愿者启动仪式 （直播导演 2010)
14、广州亚运志愿者宣传片 (导演 2010)
15、“海心之恋 星耀花城”为亚运建设者喝彩大型文艺晚会(电视导演 2011)
16、广州市春节烟火晚会直播演(历年多届现场导)
17、《姹紫嫣红中国年》中国十大城市春节晚会(执行总导演 2008)
18、第八届全国民族运动会开幕式(电视直播导演 2007)
19、中国古代服饰创新设计大赛(总导演 制片人 2008、2009、2010)
20、广州本田、中国美林湖、安利、时代地产、万达等大型企事业年会及庆典(导演)
21、广州市纪委《穗莲花开》晚会（总导演 2011)
22、广州电视台《美在花城》大赛总决赛(多届现场导演)
23、第七、八、九届广州民俗文化节暨黄埔“波罗诞”千年庙会(电视直播导演、晚会总导演)
24、南海舰队“八一放歌”大型晚会 (现场导演、受到中央军委表扬、2003)
25、《我爱祖国的蓝天》中国首批女飞行员广州空军八一晚会（现场导演、副导演 2004)
26、广州地铁四号线首段开通庆典（导演）
27、【政府晚会】2001-2016 年期间：多次担纲编导广州市人大晚会、政法公安晚会、广州市纪 委晚
会、赈灾、抗非等晚会的导演，申亚成功晚会的执行导演(2005); 2009、2010 广东省第四届职工运动
会;多届广州市职工运动会;多年五一 晚会、七一晚会、八一晚会、国庆晚会、春晚、新年音乐会等大型
活动及晚会导演。
28、【其它晚会】:三届中国古代服饰创新设计大赛的总导演 (2008、2009、 2010，主办方广东省文化
厅及广州市文化局);以及各行业晚会及综艺栏目的编导工作
29、【电视栏目】:《谁是飙歌王》全国歌唱大赛总导演(2006);《心水大状》法律主题栏目编导 【担纲
或参与制作了广州电视台主办的各类型晚会及活动 300 场以上。
1. ↑  . tw.news.yahoo.com.   [2022-03-28]. （原始内容存档于2022-04-03） （中文（臺灣））.
2. ↑  法广. .   [2022-03-28]. （原始内容存档于2022-04-02）.
3. ↑  Pm, 发布 / 2021年10月30日 9:56 Am 更新 / 2021年10月30日 3:32. . www.zaobao.com.sg.   [2022-03-28]. （原始内容存档于2022年4月4日） （中文（简体））.
4. ↑  . 中国网. 2024-07-15  [2024-07-22]. （原始内容存档于2024-07-22）.
5. ↑  . www.uschinapress.com.   [2023-10-24].
6. ↑  . www.takefoto.cn.   [2022-03-28]. （原始内容存档于2022-04-06）.
7. ↑  . www.sohu.com.   [2022-03-28] （英语）.[]
8. ↑  . www.sohu.com.   [2022-03-28] （英语）.[]
9. ↑  . myzg.china.com.cn.   [2023-10-30]. （原始内容存档于2023-10-30）.
10. ↑  sina_mobile. . k.sina.cn. 2023-06-11  [2023-10-24].
11. ↑  . wappass.baidu.com.   [2022-03-28]. （原始内容存档于2022-04-01）.
12. ↑  . www.uschinapress.com.   [2023-10-24].
13. ↑  . wappass.baidu.com.   [2022-03-28]. （原始内容存档于2022-03-31）.
14. ↑  . 百度百科.   [2022-03-28]. （原始内容存档于2022-03-28） （中文（臺灣））.
15. ↑  . 6nis.ycwb.com.   [2023-10-24].
16. ↑  . 侨报.
17. ↑  . 6nis.ycwb.com.   [2023-10-24].